# 조용조
조용조(租庸調)

## 기원
균전제가 맨 처음 실시된 북위시대(北魏時代)에는 아직 조용조의 제도가 확립되지 못하였으며, 제도로서 정비되기는 수(隨)·당(唐) 때에 이르러서였다. 《당육전》(唐六典)에 “부역(賦役) 제도에 넷이 있으니, 첫째를 조(租), 둘째는 조(調), 셋째를 역(役), 넷째를 잡요(雜徭)라고 한다.”라는 조문이 있었다. 여기에서 조(租)는 토지를 대상으로 하는 곡물의 부과(賦課)를, 조(調)는 호(戶)를 대상으로 하는 토산물의 부과를, 역(役)은 중앙에 대한 노동력의 부과를 각각 청하였으며, 실제 역에 종사하지 않을 경우에는 그 대신 물납(物納), 특히 비단과 면포로 대납하는 것을 용(庸)이라 하였다. 이에 대해서 잡요는 지방에서 필요에 따라 부과하던 노동력의 봉사였다. 그러므로 이 세제의 근본은 토지에 대해서 조(租), 사람에 대해서 용(庸), 호(戶)에 대해서 조(調)를 부과하여 징수하는 것이었다.

## 한국의 조용조 세제
조용조는 율령 제도와 직접적인 관련을 맺고 있는 것으로서, 한국에서는 삼국 시대에 중국에서 율령 제도를 수입함과 동시에 조용조의 제도를 채택하게 되었지만, 그 이전에도 삼국이 각각 고대 국가를 건설 확장하면서 이미 이와 비슷한 형태의 세제를 부과하였으리라 추측된다.
그러나 그 구체적인 내용에 대해서는 뚜렷하게 알려진 바가 없다. 신라가 삼국을 통일한 뒤 중앙집권을 강화하면서 수·당시대의 균전법을 모방하여 실시한 것으로 보아서 이 균전법과 밀접한 관계가 있는 조용조의 제도도 구체적으로 확립되었으리라 짐작된다. 그 증거로서 최근 일본 정창원(正倉院)에서 발견된 신라 민정 문서에 따르면, 당시에 벌써 치밀한 농촌 행정이 행하여졌음을 미루어 고도(高度)의 율령 정치가 시행되고 있었으리라는 사실이다. 그러나 당시의 조용조 전반에 대한 자세한 규정은 지금 알 길이 없다.
그 뒤 고려는 물론, 조선시대의 세제도 이 조용조라는 전통적인 공납(貢納) 형태에 근거를 두고 있다. 그런데 한국 역사에서는 그 명칭과 내용에 어느 정도 복잡한 변천이 있었다.
조(租)는 일명 세(稅)·조세(租稅)·공(貢) 등으로, 역(役) 또는 용(庸)은 요(徭)·요역(徭役)·부(賦)·공부(貢賦)·포(布) 등으로, 조(調)는 공(貢)·공부(貢賦) 등으로 각각 별칭하며 서로 혼용되는 경우도 많았으나 그 원칙만은 대대로 계승되었다.
조선 초기에는 이 조용조 가운데서 조(租)는 과세(課稅)의 대상이 일정한 전결(田結)이므로 부과율이 뚜렷하지만, 용(庸)·조(調)는 그렇지 못하여 관리들의 협잡이 따르게 됨으로써 조(租)보다도 그 부담이 실지로 더 무거웠다. 조선 중기 이후에는 대동법이 실시되면서 조(調)의 대부분도 전결(田結)을 대상으로 삼고, 또 균역법(均役法)의 제정 뒤에는 용(庸)의 일부도 전결을 대상으로 하게 되자, 후기에는 조(租)가 가장 무거워지고, 그 다음이 용(庸), 가장 가벼운 것이 조(調)라는 순위로 되는 등 시대에 따라 그 부담의 경중이 바뀌기도 하였다.

## 일본의 조용조 세제
신라가 성립과 통일 등으로 정세가 혼란했던 7세기에 일본에서는 중앙집권국가의 필요성이 생겨났고, 이를 뒷받침하기 위해 중국의 조용조가 도입되었다. 이는 10세기에 공지공민제(公地公民制)가 붕괴되어 사람 중심의 과세에서 토지 중심의 과세로 바뀔 때까지 시행되었다.
토지세인 조(租)는 주 과세대상인 농민들의 최저생활 보장을 위해 낮은 세율이 유지되었으나 주민세에 해당하는 용(庸)과 조(調)는 재정의 핵심으로 세율이 높았기에, 일반 대중들에게는 큰 부담으로 작용했다. 이로 인해 조세 회피를 목적으로 한 유랑, 도망, 위장 전입 등이 빈발했다.

### 조(租)
조는 수확량의 3%에서 10%에 해당하는 분량이 세금으로 정해져, 원칙적으로 9월 중순에서 11월 말일까지 납부되어 비상시를 대비한 비축분량을 제외한 나머지가 국가의 재정에 충당되었다. 그러나 세원으로써는 상당히 불안정했기에 시행 후 얼마 지나지 않아 이를 국민들에게 빌려주었다 받는 이자가 주요 재원이 되어버렸다.
율령제 이전부터 시행해 오던 하츠호기레이(初穂儀礼)에서 유래한다는 설도 있다.

### 용(庸)
정정(正丁, 21~60세의 남성)과 차정(次丁, 장애인 정정과 61세 이상의 남성)에게만 과세되었다. 교토로 가서 노역에 종사함이 원칙이었으나 옷감, 쌀, 소금 등으로 대납하는 것도 가능했다. 다만 야마시로, 야마토, 가와치, 이즈미, 셋쓰, 히다에는 부과되지 않았으며, 궁정 고용인의 식량과 공공사업에 종사하는 국민들의 식량 및 임금으로 사용되었다.

### 조(調)
정정, 차정, 중남(中男, 17~20세의 남성)에게 부과되었다. 섬유제품의 납부를 원칙으로 했으나, 각 지방의 특산품(34품목으로 한정) 또는 현금으로도 낼 수 있었다. 원칙인 섬유제품의 납부를 세이초(正調), 대체품인 특산품 또는 현금으로의 납부를 초조모츠(調雑物)라 불렀으며, 쵸조모츠는 중국의 조용조와의 중요한 차이라 할 수 있다. 거둬들인 물품은 수도로 운송되어 중앙정부의 주요 재원이 되었으며, 주로 관리의 급여 등에 사용되었다. 기나이의 5개 구니(야마시로, 야마토, 가와치, 이즈미, 셋쓰)에는 경감되었고, 히다에는 부과되지 않았다.

#### 세이초
조(調)의 원칙으로 섬유제품으로 납부되었으며 명주로 납부되는 초키누(調絹)와 옷감으로 납부되는 초후(調布)로 대별되었다. 당시 명주는 높은 신분의 사람들이 쓰는 비싼 물건으로, 다른 옷감과는 별개로 취급되었기 때문이다. 따라서 당시의 초후의 옷감은 명주를 제외한 마, 칡 등의 섬유제품을 지칭했다.
시기에 따라 차이는 있으니 다이호 율령(ja)과 요로 율령(ja))의 규정에 따르면
- 초키누는 길이 5장1척, 너비 2척2촌을 1필(또는 1반)으로 하여, 이를 정정 6명분의 조로 한다.
- 초후는 길이 5장2척, 너비 2척4촌을 1단(또는 1반)으로 하여, 이를 정정 2명분의 조로 한다.

로 규정되어 있었으나, 실제 운용에 있어서는 요로 연간에 개정되어,
- 초키누는 길이 6장, 너비 1척9촌을 1필(또는 1반)으로 하여, 이를 정정 6명분의 조로 한다.
- 초후는 길이 4장2척, 너비 2척4촌을 1단(또는 1반)으로 하여, 이를 정정 2명분의 조로 한다.

는 규정이 정해져, 이에 따른 징수가 이뤄졌다.
특히 미노에서 만들어진 견직물인 미노아시기누(美濃絁)와, 가즈사에서 만들어진 마직물인 모다노누노(望陀布, ja)는 우수한 품질의 옷감이었다. 그로 인해 동쪽 지역 제후들의 충성을 나타내는 공납품으로 쓰여, 동국의 초(東国の調)로 불리게되어 궁중행사나 각종 제례에 사용되었고, 이 두 품목에 대한 특별 규정이 만들어지기도 했다.

#### 초후쿠모츠(調副物)
조(調)에 부속된 세로, 정정에 한해 부과되었으며 종이나 칠기 등의 공예품으로 납부되었다.

### 기타

#### 운반
용(庸), 조(調) 그리고 초후쿠모츠는 수도로 운반되었는데, 이를 운반 납입하는 인부를 운가쿠(運脚)라 했다. 운가쿠는 여비 일체를 자비 부담해야 했으므로 이 역시 국민들에게 큰 부담이 되었다.

#### 히다 특례
히다는 용(庸)과 조(調)가 면제된 대신 다쿠미노요호로(匠丁)를 마을마다 10명씩, 1년 교대로 징발했다. 소위 히다노타쿠미(飛騨工)라고도 불렸으며, 중앙정부의 각종 공사에 종사했다.